# Kapushon
Marin Crețu (alias Kapushon) este un rapper din Republica Moldova. S-a născut pe 12 septembrie 1981 în satul Tigheci, raionul Leova. De la vârsta de patru ani a crescut în orașul Leova. A învățat să cânte la saxofon la Școala Muzicală din Leova, unde a făcut cunoștință cu Ion Guzu (alias Guz) cu care a devenit prieten de o viață și a avut multe colaborări pe parcursul anilor. A studiat timp de trei ani informatică la Universitatea din Cluj, dar a absolvit în cele din urmă Universitatea Tehnică din Moldova. Între 2008 și 2013 a locuit la Moscova, dar totuși a decis să revină la Chișinău și să se dedice în totalitate muzicii.

## Cariera muzicală
Și-a început activitatea fiind în liceul "Constantin Spătaru" din or. Leova, în 1999, concertănd pe la evenimente din oraș. "Primul album oficial („Neserios”) l-a scos împreună cu Sica și Guz în 2003 în cadrul formației LV’s Klan, fiind considerat primul album de rap din Moldova. Primul album solo („Pe cuvânt”) a ieșit în 2011. Au mai urmat apoi alte patru albume, “Frumos-Frumos” (2013), “Doina” (2017), "Ploaie Ciobănească" (2022) acest album este pe 3 CD-uri, "Maturi" (2024)  Pe parcursul anilor a avut colaborări cu mai mulți artiști: Guz, Lia Taburcean, Pavel Stratan, Victoria Beregoi, Valera Leovskii, Anatol Mârzenco, Gloria Gorceag, Oleg Spînu și alții. Scrie muzică și versuri și pentru piesele interpretate de alți muzicieni. Este proprietarul studioului Mareshow.